# Ахмад I ибн Мустафа
Ахмад I (араб. أبو العباس أحمد باشا باي‎; 2 декабря 1805 года, Тунис ― 30 мая 1855 года, Хальк-эль-Уэд) ― десятый бей Туниса из династии Хусейнидов, правивший в 1837―1855 годах. При нём в 1846 году в стране было отменено рабство.
Унаследовал престол после смерти своего отца Мустафы ибн Махмуда 10 октября 1837 года. Хотя он и имел грандиозные амбиции ― расширить армию, создать современный флот; построить новую королевскую резиденцию, монетный двор и современные учебные заведения, но ни он, ни его зять, молодой Мустафа Хазнадар, который занимал пост его министра финансов, не имели чёткого представления о том, во что обойдутся такие инициативы. В результате многие из его проектов обернулись провалами и нанесли серьёзный ущерб финансовому положению страны.

## Признание со стороны Османов

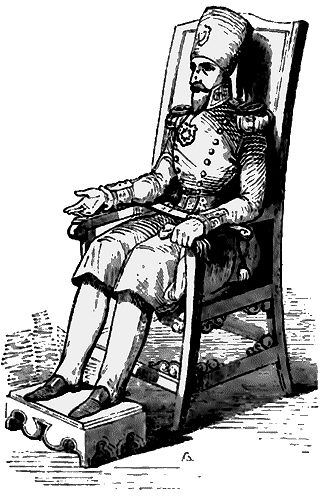
Ахмед-бей на троне из кости кашалота

Вскоре после своего вступления на престол Ахмад-бей традиционно получил фирман от Высокой Порты, который формально наделил его властью в Османской империи и наделил его официальными знаками отличия. Османский посланник Осман-бей прибыл в Хальк-эль-Уэд 15 мая 1838 года на борту фрегата. На следующий день Осман-бей официально въехал в Тунис верхом на лошади в сопровождении всех министров кабинета бейлика, которые шли позади него, пока тот не оказался в двух лигах от города. Перед ним несли церемониальный меч и кафтан для вручения бею. Его сопровождали спаги, а за ним ехал большой отряд регулярных войск ― арабская кавалерия. Через три дня после официального въезда в город посланник явился во дворец Бардо, чтобы официально наделить Ахмад-бея официальными знаками отличия и вручить подарки. В мае 1838 года он был назначен дивизионным генералом Османской армии, а 14 августа 1840 года султан впоследствии повысил его до маршала. Это был первый раз, когда тунисский бей занимал ранг выше дивизионного генерала. Целью этих почестей было очерчивание превосходства Османской империи над Тунисом.

## Отношения с Францией

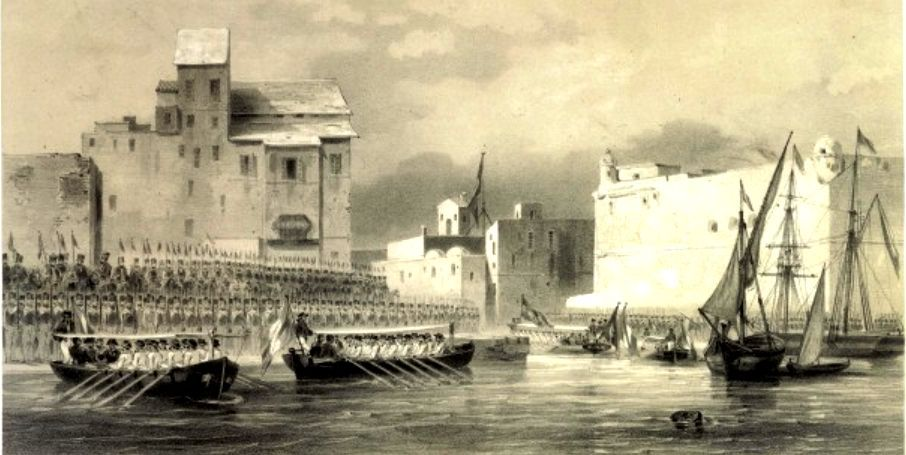
Герцог де Монпансье был принят в Ла-Гулетт в июне 1846 года почетным караулом бейликской армии. Слева - часть не сохранившегося летнего дворца Аль-Шарфия.

По договору с Францией, подписанному в 1830 году Хусейн-беем, участок земли в Карфагене был уступлен для установки памятника французскому Людовику IX, погибшему там во время Восьмого крестового похода . 25 августа 1840 года был заложен первый камень Карфагенского собора. Ахмад-бей также разрешил христианской общине Туниса, состоящей в основном из европейских купцов, расширить свою небольшую церковь возле Баб-эль-Бхара.

В июне и июле 1846 года герцог Монпансье, сын короля Франции Луи Филиппа, посетил Тунис и Карфаген. Ахмед-бей принял его с большой торжественностью. В ходе этого визита была предложена идея ответного визита бея во Францию. Этот визит был организован его советником Джузеппе Раффо (чья сестра была замужем за дядей бея, Мустафой-беем) и французским консулом. Он состоялся в ноябре 1846 года: король Луи Филипп торжественно принял Ахмед-бея. Этот визит подтвердил желание бея модернизировать свою страну по европейским рецептам. В статье 1897 года в La Revue Tunisienne описывается, как это повлияло на его планы:
«Среди всех чудес, которыми ему довелось восхищаться, его особенно поразило гениальное применение промышленной инженерии; он задумал в то время благородный проект ― вывести отечественную промышленность из той рутины, в которую она впала, путём поощрения вступления её на путь прогресса и наделения своей страны современной промышленностью, оснащённой средствами производства, из которых ему были открыты экономические выгоды»
Визит бея во Францию и тот факт, что он был принят с почестями, обычно предоставляемыми независимому государю, вызвали недовольство османских властей, поскольку бей, по крайней мере формально, был вассалом Османской империи.

## Реформатор
По словам тунисского историка Мохамеда Байрама V, реформы бея были сосредоточены на государственных органах, армии и системе образования. Он установил современную структуру правительства и присвоил своим высокопоставленным должностным лицам титул «министра». Его старшими министрами были его великий визирь Мустафа Сахиб ат-Табаа, Мустафа Хазнадар ― министр финансов и внутренних дел, Мустафа Ага ― военный министр, Махмуд Ходжа ― министр военно-морского флота и Джузеппе Раффо ― министр иностранных дел. В определённые моменты Махмуд Бен Айед также занимал пост министра торговли. Кучук Мухаммад находился на почётном посту министра, отвечающего за проведение реформ Ахмад Бея, однако он тратил впустую деньги, например на постройку большого фрегата, который был построен в Ла Гулетт и который не мог пройти через канал, чтобы попасть в море. Мохамед Ласрам IV был министром канцелярии и историк Ибн Аби Диаф ― личным секретарём бея.
К успехам Ахмад Бея можно отнести отмену рабства в январе 1846 года. Сюда же можно добавить создание военной академии в Бардо в марте 1840 года, которая поддержала развитие армии бейлика, насчитывавшей до 5 000 человек в семи пехотных полках, четырёх артиллерийских полках и двух кавалерийских полках.

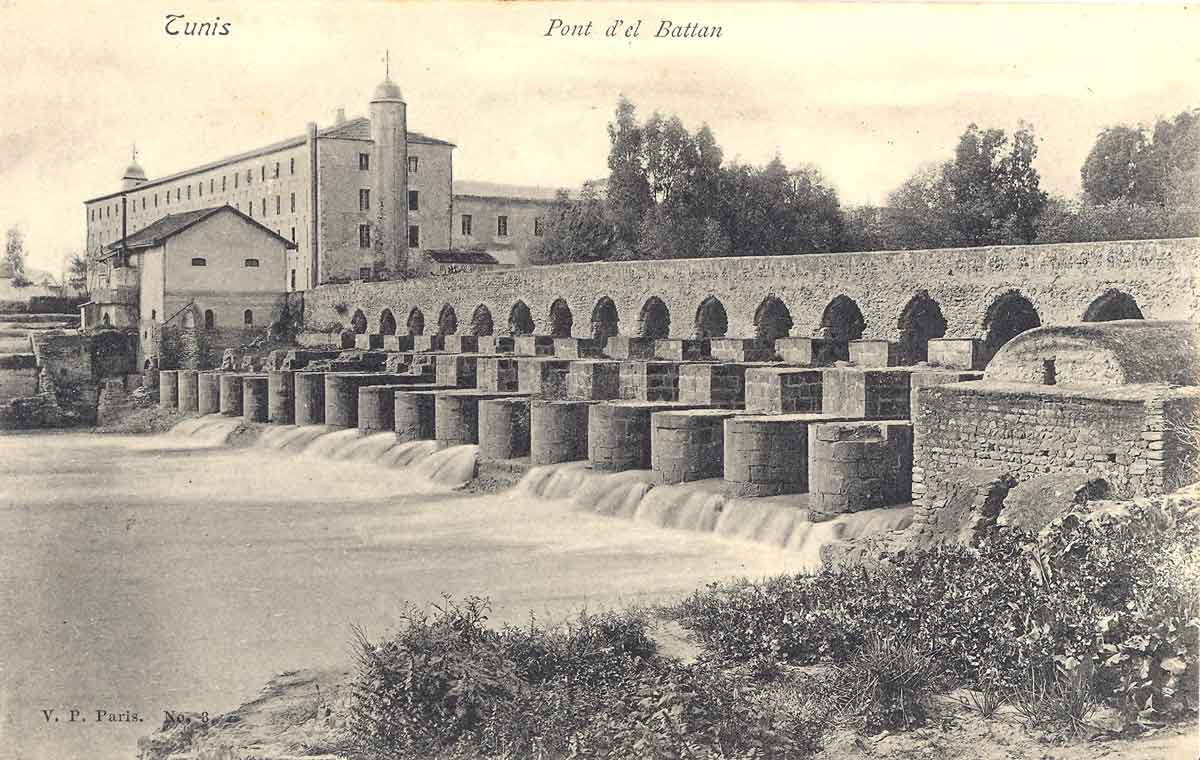
Здание и мост в Эль-Баттане на реке Меджерда, недалеко от Тебурбы, которая приводила в действие гидравлические колёса для промышленных текстильных заводов

В то же время бей реформировал религиозное образование в мечети Аль-Зайтуна, привлекая тридцать профессоров, из которых пятнадцать были из школы юриспруденции Малики, которая преобладала в Тунисе, а пятнадцать последовали за школой Ханафит, которой следовали правящие семьи Османской империи. Все они были назначены и оплачены беем и помещены под контроль шариатского совета, во главе которого стояли два ведущих юриста своего времени: Сиди Брахим Риахи, Великий муфтий Малики и Мохамед Байрам IV, который был одновременно и Великим муфтием ханафитов, и первым человеком в Тунисе, носившим титул Шейх аль-Ислам. Бей также пожертвовал большое количество арабских рукописей мечети Зайтуна.
Всячески поощрялась предпринимательская активность. Предпринимателю Махмуду Бен Айеду было поручено построить небольшой промышленный комплекс для нужд новой армии. В 1840 году в Тебурбе был основан текстильный завод, работавший сначала на водяном колесе, а затем на паровых машинах, импортированных из Великобритании. Были также построены кожевенные заводы, пушечный завод в Бардо, пороховой завод и мельница в Джедейде.
Поддержкой этих нововведений стали новые правительственные учреждения ― рабта, управление государственными зернохранилищами; габа, отвечающая за леса оливкового масла; и горфа, центральное управление государственных закупок, а также монетный двор в Бардо.
Однако не все его начинания увенчались успехом: например, бей построил в Ла Гулетт новый фрегат, который был настолько большим, что не мог поместиться в проливе, ведущему к морю.

## Итоги реформ

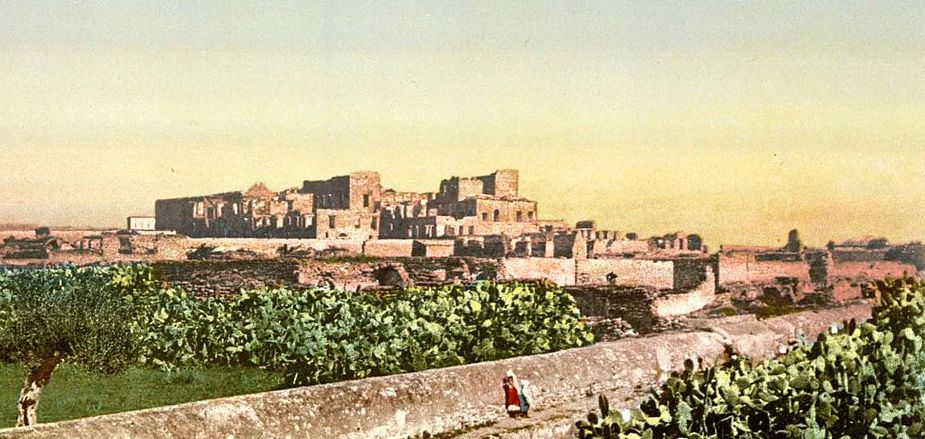
Руины дворца Мохамедия в 1899 году

Модернизация страны при Ахмад-бее мало повлияла на экономику или жизнь Туниса или на институты Регентства. Похоже, он не очень интересовался городским развитием или улучшением столицы и не сделал в этом направлении ничего значительного, кроме восстановления мечетей Баб-эль-Джазира и Баб-эль-Бхара в 1847 и 1848 годах. Большее внимание он уделелял королевским дворцам в Бардо, Ла Гулетт и Мохамедии. Последняя, известная также как Салехия по имени местного святого Сиди Салеха, редко использовалось беем, несмотря на огромную стоимость строительства. Хотя он очень хотел реформ, особенно в экономической и военной сфере, его инициативы в конечном итоге не имели большого успеха из-за плохого понимания их финансовых последствий и отсутствия опыта у его правительства.

## Семья
Хотя большинство других правителей его династии в XVIII―XIX веках содержали гарем, а также имели официальных жён, у Ахмад-бея была только одна жена и одна наложница. До отмены рабства он обычно предлагал своим придворным подаренных ему одалисок. У него было двое детей, которые умерли в младенчестве, поэтому ему наследовал его двоюродный брат Мухаммад-бей.
Он умер в 1855 году в летнем дворце Шарфия в Ла Гулетт и был похоронен в Турбет-эль-Бей в Медине Туниса.

## В популярной культуре
- Ахмад-бей появляется в роли главного героя тунисского сериала 2018 года Тедж Эль Хадра[24].